# 呂謦煒
呂謦煒（1994年2月6日—），台灣政治幕僚，中國國民黨籍，現任基隆市政府發言人，曾任第十一屆中國國民黨青年團總團長兼指定中央常務委員。

## 早年及教育
呂謦煒出生於高雄市。於12歲創立哆啦A夢非官方粉絲網站「哆啦A夢中文網」，在網路上化名「大中華哆啦王」（Superdoraking），自2024年3月起暫退居二線。
畢業於台大政治系學、碩士，曾任國立臺北大學學生會新聞部長。

## 政治生涯
曾任國民黨青年團總團長、朱立倫競選總統辦公室資議組員、李眉蓁發言人、海峽兩岸公共事務協會副理事長。
2016年9月24日成功當選國民黨青年團第11屆總團長暨指定中央常務委員。2017年10月25日前往中國大陸，因在六四天安門事件28週年之際呼籲中國共產黨「推進中國大陸未完成的民主道路」被列入境管名單，經協調後才得以入境。2018年4月國立臺灣大學校長遴選事件中參與發起支持管中閔的黃絲帶運動。2020年，擔任高雄市長補選中國國民黨參選人李眉蓁競選辦公室發言人。2022年，參與高雄市第十選區（前鎮、小港）的議員初選，但後因敗給同黨陳識明而未能出線。
2024年3月25日，就任基隆市政府發言人。。

## 外部連結
- 呂謦煒的Facebook專頁
- 哆啦A夢中文網 （页面存档备份，存于）（中文）
- 《推進大陸未完成的民主道路（页面存档备份，存于）》

| 政党职务      | 政党职务                                            | 政党职务      |
| ------------- | --------------------------------------------------- | ------------- |
| 中國國民黨    |                                                     |               |
| 前任： 蕭敬嚴 | 中國國民黨青年團總團長 2016年9月24日－2017年9月30日 | 繼任： 劉昱佑 |